# Paspalum maculosum
Paspalum maculosum är en gräsart som beskrevs av Carl Bernhard von Trinius. Paspalum maculosum ingår i släktet tvillinghirser, och familjen gräs. Inga underarter finns listade i Catalogue of Life.